# (24550) 2001 DM71
2001 دي أم 71 (ويعرف أيضًا باسم (24550) 2001 دي أم 71 وفق تسمية الكوكب الصغير) (بالإنجليزية: 2001 DM71)‏ هو كويكب ضمن حزام الكويكبات؛ وترتيبه 24550 من حيث الاكتشاف.
اكتُشف هذا الجُرم الفلكي بواسطة بحث لنكولن عن الكويكبات القريبة من الأرض في 19 فبراير 2001.

## وصلات خارجية
- (24550) 2001 DM71 في قاعدة بيانات مختبر الدفع النفاث لأجرام النظام الشمسي الصغيرة

- الاكتشاف · مخطط المدار ·  العناصر المدارية · المعلمات المادية

- (24550) 2001 DM71 على موقع ويكي سكاي: DSS2, SDSS, GALEX, IRAS, Hydrogen α, X-Ray, Astrophoto, Sky Map, Articles and images